# 哈扎尔大学经济管理学院
哈扎尔大学经济管理学院成立于1991年，是阿塞拜疆的一所知名商学院。在阿塞拜疆，该学院率先是引进和发展开放式西方教学系统以适应地区发展需要。自1997 以来，院长Mahammad Nuriyev博士一直担任学院负责人。学院拥有五十多位教学人员，他们所涉及的教学领域广泛的涵盖了经济学和管理学各个层面。英语是学院的教学语言。

## 项目介绍
学院通过提供本科、研究生和职业培训项目，授予学士学位、硕士学位及博士学位。

## 学院教育资源
经济管理学院拥有5000本英文藏书和商业杂志、期刊。除印刷品外，图书馆还提供联机公共目录查询系统（Online Public Access Catalog-OPAC）,机构知识库（Institutional Repository-KUIR）,数据库（EBSCO, JSTOR 等）。

## 教学质量
经济管理学院在商业界和学术界具有良好的声誉，各个学位课程项目的教学质量在该地区有很高的评价和广泛的认可。在2008年和2009年，学院因其国际影响力和教育质量，由国际科学协会Eduniversal评价体系学院被授予Palme奖（阿塞拜疆-欧亚大陆和中东地区）。

## 国际合作项目
该学院与世界多所大学均有学术联系。主要合作伙伴有：佐治亚州立大学罗宾逊商学院（美国），南康涅狄格州立大学（美国），加州大学洛杉矶分校（UCLA，美国），诺丁汉特伦特大学（英国），敦克尔克国际高等商学院（ISCID, 法国）， 行政预备与管理学院（IPAG,法国），BI挪威管理学院（挪威），里加-斯德哥尔摩经济学院（拉脱维亚），马来西亚经济研究院（马来西亚），高加索商学院（格鲁吉亚第比利斯）及许多世界不同地区的高等教育机构。

## 研究项目
- 卡扎尔大学发展MBA项目和学院能力研究（Developing MBA Program and Faculty Capabilities at Khazar University） (1996-2001, 合作院校：佐治亚州立大学罗宾逊商学院。)该项目开创了阿塞拜疆第一个MBA课程。通过组织教师培训和交流，改善和提高了学院行政管理能力。
- 新经济动力：加强阿塞拜疆商科本科教育（Promoting a New Economy: Enhancing Undergraduate Business Education in Azerbaijan）(2002-2005，合作院校：南康涅狄格州立大学。)
- 阿塞拜疆公司治理（Corporate Governance in Azerbaijan）（2002-2005，研究项目由笹川和平财团-Sasakawa Peace Foundation 资助,开始与马来西亚经济研究院的合作。）为企业及政府制定并提交了改善公司治理的建议。
- 加强阿塞拜疆宏观经济预测能力(Strengthening Macroeconomic Forecasting Capability in Azerbaijan)(2005-2008, 研究项目由笹川和平财团-Sasakawa Peace Foundation 资助, 与马来西亚经济研究院和韩国发展研究所合作进行。)主要研究课题为：中期预测模型，预测，消费者和商业信心。